# Renato Costa
Raul Renato Herrera Costa, conosciuto durante la sua militanza con i Rochester Lancers Raul Herrera e successivamente come Renato Costa (Bahia, 12 febbraio 1948 – 4 aprile 2023), è stato un calciatore brasiliano, di ruolo centrocampista.

## Carriera
Nel 1969 è in forza ai canadesi del Toronto Hellas, squadra della NSL, ottenendo il secondo posto nel campionato 1969.
Nel 1970 si trasferì negli Stati Uniti d'America ingaggiato dal Rochester Lancers, club della North American Soccer League. Per evitare problemi con il tesseramento, dato che il suo cartellino apparteneva ad un club messicano, il tecnico dei Lancers Alex Perolli lo fece registrare con il nome di Raul Herrera, utilizzando il secondo nome e cognome dell'atleta. Nella stagione 1970 con i Lancers si aggiudicò il torneo battendo i Washington Darts. Costa giocò da titolare entrambi gli incontri delle finali, segnando una doppietta nella gara di andata del 5 settembre vinta per 3-0, ed una in quella di ritorno, giocata il 13 settembre, persa per 3-1.
La stagione seguente raggiunge le semifinali del torneo, perdendole contro i futuri campioni del Dallas Tornado.
Nella stagione 1973 torna ai Lancers, questa volta con il suo vero nome, con cui non supera la fase a gironi del torneo.
Nella North American Soccer League 1974 passa ai neonati L.A. Aztecs, con cui si aggiudica il torneo battendo ai rigori in finale i Miami Toros: Costa giocò la finale da titolare, venendo sostituito a gara in corso dal turco Paynof Filotis.
Nelle due stagioni successive è in forza ai S.A. Thunder, voluto dal suo allenatore Perolli. Il passaggio ai Thunder fu però complicato, perché dopo l'ingaggio nel febbraio del 1975 venne scambiato con Bob Ridley dei Dallas Tornado e poi riacquisito a stagione in corso. Nelle due stagioni di militanza con il club di San Antonio non riuscì mai a superare la fase a gironi del torneo.
Nel 1980 è in forza al Maccabi L.A., con cui raggiunge la finale della U.S. Open Cup 1980, persa contro i Pancyprian F..

## Palmarès
- Campionato NASL: 2

Rochester Lancers: 1970
Los Angeles Aztecs: 1974